# Хрупищани
Хрупищани (единствено число хрупищанец/хрупищанка, на гръцки: Αργίτες, Αργείτες, Аргитес) са жителите на град Хрупища (Аргос Орестико), Гърция. Това е списък на най-известните от тях.

## Родени в Хрупища
А — Б — В — Г — Д –
Е — Ж — З — И — Й –
К — Л — М — Н — О –
П — Р — С — Т — У –
Ф — Х — Ц — Ч — Ш –
Щ — Ю — Я

### А
- Антон Григоров Стоянов (24 август 1909 – ?), български учен, преподавател в Аграрно-лесовъдния факултет на Софийския университет
- Аргир П. Димитров, български революционер
- Атанас и Димитър Костанидови, братя, взели участие в Първата световна война[1]

### Б
- Борис Хр. Бацелов (Бацълов) (1882 – 1903), български революционер, възпитаник на Битолската българска гимназия, загинал в четата на Васил Чекаларов по време на Илинденско-Преображенското въстание в Кономладската планина[2][3][4]

### В
- Въстан Николов Чкоев (или Чокоев, или Шкоев), български комунист, син на Никола Шкоев

### Г
- Георги Драшков (1887 – ?), деец на ВМОРО, опълченец от Македоно-одринското опълчение
- Георги Карамичов, деец на ВМОРО

### Д
- Дамянос Дойкос (1922 - 2011), гръцки богослов и историк
- Димитър Стасов (загинал при Драмче), Щерьо Куличев, Янаки Кольов, Лазар Милиовчев и Станчо Костадинов, македоно-одрински опълченци, емигранти в САЩ, включили се в доброволческата чета на Георги Драшков в Синсинати и сражавали се с Нестроевата рота на МОО при Шаркьой, Радкови скали и Драмче[5]
- Димитрис Долис (р. 1956), гръцки политик
- Димитър Костов (? – 1913), опълченец от Македоно-одринското опълчение, Осма костурска дружина, убит през Междусъюзническата война на 5 юли 1913 година[6]
- Димитър Щерев Василев (1873 - след 1943), деец на ВМОК
- Думитру Фунда (1916 – 1999), румънски инженер и политик

### Е
- Евангелос Спанос, участник в Гръцката война за независимост
- Еврипидис Писиотис (1907 - 1981), гръцки политик

### Й
- Йоан Спанос (1870 – 1953), гръцки духовник и андартски деец

### К
- Кръстьо Мишайков (1891/1892 – 1914), български революционер, македоно-одрински опълченец
- Кръстьо Янков (1892 - ?), български офицер, взел участие в Първата световна война
- Кръсто Янакиев, български революционер от „Охрана“[7]
- Кузман Андонов, македоно-одрински опълченец, 38-годишен, завърнал се от Америка, опълченец от Първа рота на Шеста охридска дружина, убит през Междусъюзническата война на връх Редки буки на 18 юни 1913 година.[8][9]

### Л
- Левтер Атанасов (1881 – ?), опълченец от Македоно-одринското опълчение от Първа рота на Шеста охридска дружина, ранен през Междусъюзническата война на 20 юни 1913 година, носител на орден „За храброст“ IV степен[10]

### М
- Мария Спану, участничка в Гръцката война за независимост
- Матилда Караджиу Мариоцяну (1927 – 2009), румънска лингвистка, академик
- Минчо Фотев (1922 - 1987), гръцки комунистически деец

### Н
- Наум Спанос (1872 – 1955), гръцки андартски капитан
- Никола Балючев, български революционер
- Никола Бацълов (Бацелов), български търговец с образование II клас, опълченец от Македоно-одринското опълчение, 22-годишен, служил в четата на Яким Траянов, Първа рота на Четиринадесета воденска дружина, убит през Междусъюзническата война на 9 юли 1913 година[11]
- Никола Костов, опълченец от Македоно-одринското опълчение, Втора рота на Единадесета сярска дружина[12]
- Никола Паскалев, български революционер от ВМОРО
- Никола Шкоев, виден деец на българската партия в града в началото на XX век
- Николае Пасиота (1860 – 1940), румънски инженер
- Нина Рапи, гръцка писателка и драматуржка
- Николаос Тотонидис (р. 1962), гръцки политик

### П
- Павел Христов (1890 – ?), опълченец от Македоно-одринското опълчение, Първа рота на Шеста охридска дружина[13]
- Панайот Михайлов, български революционер
- Паскал Стружев (1913 – 1987), български художник
- Патрона Халил (около 1690 – 1730), албански яничарин, предводител на въстание в Цариград

### С
- Сребрен Янакиев (1898 - 1928), български общественик и революционер
- Стерьос Спанос, участник в Гръцката война за независимост

### Т
- Ташо Георгиев Паскалев (1911 – 1999), български лекар
- Тодор Христов (1873 – ?), опълченец от Македоно-одринското опълчение, Първа рота на Шеста охридска дружина[14]
- Тома Караджиу (1925 – 1977), виден румънски актьор

### Ф
- Филип Миша, лекар, депутат в Османския парламент

### Х
- Хараламби Попхристов Димитров, български офицер, взел участие в Първата световна война[15]
- Христо Сидре, грък, православен, арестуван преди април 1904 година,[16] обвинен, че „дръзнал да се бунтува с цел да се наруши порядъкът“, обвинен от Гревенския следствен отдел, лежал в Гревенския затвор, амнистиран с общата амнистия от 12 април 1904 година[17]

### Щ
- Щерю Бацелов, български революционер

### Я
- Янаки Паскалев (1863 – 1933), български революционер, деец на българската партия в Хрупища заедно с брат си Никола, председател на Ксантийския революционен комитет
- Яни Драшков (1831 - 1921), виден деец на българската партия в града в началото на XX век

## Починали в Хрупища
А — Б — В — Г — Д –
Е — Ж — З — И — Й –
К — Л — М — Н — О –
П — Р — С — Т — У –
Ф — Х — Ц — Ч — Ш –
Щ — Ю — Я

### М
- Марко Маркулис, новомъченик от XVI век

### П
- Петрос Кирязис (1878 - 1925), гръцки просветен деец и поет[18]

### Х
- Христо Димитров, преселник в Хрупища, един от видните дейци на българското просветно и църковно дело в града

### Я
- Янко Кръстев (? – 1903), български общественик, деец на българското църковно и просветно дело в Хрупища

## Свързани с Хрупища
А — Б — В — Г — Д –
Е — Ж — З — И — Й –
К — Л — М — Н — О –
П — Р — С — Т — У –
Ф — Х — Ц — Ч — Ш –
Щ — Ю — Я

### Б
- Димитър Сикавичовски, български общественик, деец на българското църковно и просветно дело в Хрупища
- Васил Бабулев, български общественик, деец на българското църковно и просветно дело в Хрупища

### Г
- Георги Бабулев (? - 1900), български общественик, деец на българското църковно и просветно дело в Хрупища
- Георги Христов (1876 – 1964), български революционер, общественик, краевед

### Д
- Джета Караджиу (1929 – 2018), румънска скулпторка

### Й
- Йоанис Захос (1867 – 1964), гръцки лекар и политик

### К
- Кирязо Сикавичовски, български общественик, деец на българското църковно и просветно дело в Хрупища
- Костадин (Дине) Василев Кираджията и синовете му братя Кираджиеви: Аргир, Иван и Атанас, български общественици, дейци на българското църковно и просветно дело в Хрупища, легални дейци на ВМОРО, участници в Първата световна война на страната на България, впоследствие емигранти в САЩ и изобретатели на т. нар. чили от Синсинати.[19]

### М
- Михаил Типадис (1862 – 1951), лекар и политик в Хрупища[20]

### Н
- Никола Сикавичовски, български общественик и революционер

### С
- Сидо Атанасов, преселник в Хрупища от Брещени, български национален деец в Драмско, убит от гръцки терористи[21]

### Т
- Типо и Христо Янакиеви (? – 1913), преселници в Хрупища от Изглибе, видни дейци на българската партия в града в началото на XX век, заедно със синовете си Костадин и Живко (? – 1921), който е и легален деец на ВМОРО в Хрупища[22]

### Х
- Христо Димитров, преселник в Хрупища от Желин, един от видните дейци на българското просветно и църковно дело в града

### Я
- Янаки Сикавичовски, български общественик и революционер
- Яни Хаджипаскалев, български революционер, заедно с брат си Димитър е сред лидерите на българското църковно-учебно дело в Хрупища
- Янко Кръстев (? – 1903), български общественик, деец на българското църковно и просветно дело в Хрупища
- Янулис Дзимас (около 1865 – 1917), гръцки лекар и андартски деец в Хрупища